# Leptotarsus (Longurio) drakensbergensis
Leptotarsus (Longurio) drakensbergensis is een tweevleugelige uit de familie langpootmuggen (Tipulidae). De soort komt voor in het Afrotropisch gebied.